# Regina Zigmanto Kalinyicsenko
Regina Zigmanto Kalinyicsenko (oroszul:Регина Зигманто Калиниченко, ukránul:Регіна Зігмантович Шимкуте, született: Șîmkute Herszon, 1985. december 21. –) ukrán majd orosz válogatott kézilabdázó, a Rosztov-Don játékosa.

## Pályafutása

### Klubcsapatokban
Regina Kalinyicsenko pályafutását szülővárosának csapatában, a Dnyiprjanka Herszonban kezdte, 2003-ban szerződött a bajnoki rivális Halicsanka Lviv együtteséhez. 2008-ban Romániába szerződött a Oltchim Râmnicu Vâlcea csapatához, ahol Bajnokok Ligája-döntőt játszott és kétszer nyert román bajnoki címet. Két szezont követően Oroszországba igazolt, a Rosztov-Don játékosa lett. Három bajnoki címet nyert a csapattal, valamint a 2018-2019-es szezonban a Bajnokok Ligája döntőjébe is bejutott. Lánya születésekor a 2016-2017-es szezont teljes egészében kihagyta.

### A válogatottban
Pályafutása elején az ukrán válogatottban játszott,  2005-ben részt vett a világbajnokságon, majd  2006-ban, 2008-ban és 2010-ben az Európa-bajnokságon. 2014-ben állampolgárságot váltott, azt követően pedig az orosz válogatottban is pályára lépett.

## Magánélet
A volt Szovjetunió területén született litván apa és ukrán etnikumú orosz anya gyermekeként. A Lvivi Állami Egyetemen diplomázott. 2014-ben vette fel az orosz állampolgárságot. Családneve eredetileg Șîmkute, házasságkötését követően Kalinyicsenko. 2017. április 19-én született meg lánya, Taisiya.

## Sikerei, díjai
Halicsanka Lviv
- Ukrán bajnoki második hely: 2005, 2007, 2008

Oltchim Râmnicu Vâlcea
- Román bajnok: 2009, 2010
- Bajnokok Ligája-döntős: 2009-10

Rosztov-Don
- Orosz bajnok: 2015, 2017, 2018
- Bajnokok Ligája-döntős: 2018-19